# Colostygia albigirata
Colostygia albigirata es una especie de polilla perteneciente a la familia Geometridae. Fue descrita por primera vez por el entomólogo austriaco-polaco Vincenz Kollar en 1844. Se encuentra distribuido en la India. El holotipo de la especie fue descrita en la zona montañosa de Mussoorie, en las laderas de las Himalayas.